# 59e groupe de reconnaissance de division d'infanterie
Le 59e groupe de reconnaissance de division d'infanterie (59e GRDI) est unité française créée en 1939 et rattachée à la 68e division d'infanterie. Elle a participé à la bataille de France lors de la Seconde Guerre mondiale

## Historique
Il est créé en 1939 par le centre dépôt de cavalerie no 17 d'Auch et le 12e régiment de chasseurs à cheval.  Il est rattaché à la 68e division d'infanterie. Avec la division, il fait partie de la défense du littoral du 6 février au 10 mai avec plusieurs alertes pour aller détruire les installations portuaires belges. 
Le 10 mai au moment de l'offensive allemande, il entre en Belgique avec un bataillon d'infanterie et deux détachements de Marine. Il aide l'armée belge à inonder l'Yser et à défendre les ponts du canal Léopold et de Bruges. Il franchit le 14 mai la frontière belgo-néerlandaise et livre de violent combat à Walcheren le 17 mai où il abat un avion allemand. Il se replie sur Bergues (Nord), il défend les pont de l'Aa à Watten le 23 mai. Le lendemain, il capture des documents sur la prochaine offensive allemande sur Calais et Dunkerque. Il se replie progressivement vers Dunkerque. Il participe à la défense de Dunkerque du 28 au 3 juin. Le 3 juin, le GRDI bloque la 61. Infanterie-Division allemande à Cappelle-la-Grande sur le canal de Bourbourg pour permettre à la 68e division de décrocher. Après une résistance tenace, les derniers fragments sont embarqués.
Ses débris seront débarqués en France et amalgamés avec le 32e GRDI qui de battra dans l'Orne. 
Pour sa conduite lors de la campagne, il recevra la croix de guerre 1939-1945 avec une citation à l'ordre de l'armée.

## Ordre de bataille
- Commandement : Lieutenant-Colonel Maillot[1]
- Adjoint : Capitaine Foucher[1]
- Escadron Hors Rang :  Lieutenant Dalisson[1]
- Escadron Hippomobile : inconnu[1]
- Escadron Motorisé : inconnu[1]
- Escadron Mitrailleuses et Canons de 25 antichars : inconnu[1]